# Calvin L. Rampton
Calvin Lewellyn Rampton, född 6 november 1913 i Bountiful, Utah, död 16 september 2007 i Holladay, Utah, var en amerikansk demokratisk politiker. Han var Utahs guvernör 1965–1977.
Rampton avlade kandidatexamen och juristexamen vid University of Utah samt studerade även vid George Washington University. Han deltog i andra världskriget i USA:s armé och tjänstgjorde senare som åklagare i Davis County.
Rampton efterträdde 1965 George Dewey Clyde som Utahs guvernör och efterträddes 1977 av Scott M. Matheson.
Rampton avled 2007 i cancer och gravsattes på Salt Lake City Cemetery i Salt Lake City.